# Handball aux Jeux olympiques d'été de 1984
Navigation
Moscou 1980 Séoul 1988
Les compétitions masculine et féminine de handball aux Jeux olympiques d'été de 1984, organisés à Los Angeles (États-Unis), se sont déroulées du 31 juillet au 11 août 1984. 
Du fait du boycott d'une quinzaine de pays du bloc communiste, la moitié des équipes qualifiées, dont les deux tenants du titre l'Allemagne de l'Est chez les hommes et l'URSS chez les femmes, renoncent à participer à la compétition. Ces pays ont alors participé aux Jeux de l'Amitié (en).
La Yougoslavie remporte le titre olympique, aussi bien chez les hommes que chez les femmes.

## Effectifs

### Médaillés
| Épreuves         | Or | Argent | Bronze |
| ---------------- | --- | --- | --- |
| Tournoi masculin | Yougoslavie Zlatan Arnautović Mirko Bašić Jovica Elezović Mile Isaković Pavle Jurina Milan Kalina Slobodan Kuzmanovski Dragan Mladenović Zdravko Rađenović Momir Rnić Branko Štrbac Veselin Vujović Veselin Vuković Zdravko Zovko Entraîneur : Branislav Pokrajac                                  | Allemagne de l'Ouest Jochen Fraatz Thomas Happe Arnulf Meffle Rüdiger Neitzel Michael Paul Dirk Rauin Siegfried Roch Michael Roth Ulrich Roth Martin Schwalb Uwe Schwenker Thomas Springel Andreas Thiel Klaus Wöller Erhard Wunderlich Entraîneur : Simon Schobel | Roumanie Mircea Bedivan Dumitru Berbece Iosif Boroş Alexandru Buligan Gheorghe Covaciu Gheorghe Dogărescu Marian Dumitru Cornel Durău Alexandru Fölker Nicolae Munteanu Vasile Oprea Adrian Simion Vasile Stîngă Neculai Vasilcă Maricel Voinea Entraîneur : Radu Voina |
| Tournoi féminin  | Yougoslavie Svetlana Anastasovska Alenka Cuderman Svetlana Dašić-Kitić Slavica Đukić Dragica Đurić Mirjana Đurica Emilija Erčić Ljubinka Janković Jasna Merdan-Kolar Ljiljana Mugoša Svetlana Mugoša Mirjana Ognjenović Zorica Pavićević Jasna Ptujec Biserka Višnjić Entraîneur : Josip Samaržija | Corée du Sud Han Hwa-soo Jeong Hyoi-soon Jeung Soon-bok Kim Choon-rye Kim Kyung-soon Kim Mi-sook Kim Ok-hwa Lee Soon-ei Lee Young-ja Shon Mi-na Sung Kyung-hwa Yoon Byung-soon Yoon Soo-kyung Entraîneur : ?                                                       | Chine Chen Zhen Gao Xiumin He Jianping Li Lan Liu Liping Liu Yumei Sun Xiulan Wang Linwei Wang Mingxing Wu Xingjiang Zhang Weihong Zhang Peijun Zhu Juefeng Entraîneur : ?                                                                                              |

### Autres effectifs masculins
- 4e  Danemark : Morten Stig Christensen, Anders Dahl-Nielsen, Michael Fenger, Jørgen Gluver, Hans Hattesen, Carsten Haurum, Klaus Jensen, Mogens Jeppesen, Keld Nielsen, Erik Veje Rasmussen, Jens Erik Roepstorff, Per Skaarup, Poul Sørensen, Mikael Strøm. Entraîneur : Leif Mikkelsen
- 5e  Suède : Göran Bengtsson, Per Carlén, Lennart Ebbinge, Lars-Erik Hansson, Claes Hellgren, Rolf Hertzberg, Björn Jilsén, Pär Jilsén, Mats Lindau, Christer Magnusson, Per Öberg, Peter Olofsson, Mats Olsson, Sten Sjögren, Danny Sjöberg-Augustsson. Entraîneur : Roger Carlsson
- 6e  Islande : Þorbergur Aðalsteinsson, Kristján Arason, Steinar Birgisson, Jens Einarsson, Alfreð Gíslason, Bjarni Guðmundsson, Guðmundur Guðmundsson, Sigurður Gunnarsson, Atli Hilmarsson, Þorbjörn Jensson, Brynjar Kvaran, Þorgils Mathiesen, Jakob Sigurðsson, Sigurður Valur Sveinsson, Einar Þorvarðarson. Entraîneur : Bogdan Kowalczyk
- 7e  Suisse : Jürgen Bätschmann, René Barth, Markus Braun, Max Delhees, Roland Gassmann, Martin Glaser, Peter Hürlimann, Peter Jehle, Heinz Karrer, Uwe Mall, Martin Ott, Norwin Platzer, Martin Rubin, Max Schär, Peter Weber. Entraîneur : Sead Hasanefendić
- 8e  Espagne : Cecilio Alonso, Javier Cabanas, Juan de la Puente, Juan Pedro de Miguel, Pedro García, Rafael López, Agustín Millán, Juan Francisco Muñoz, José Ignacio Novoa, Jaime Puig, Javier Reino, Lorenzo Rico, Julián Ruiz, Eugenio Serrano, Juan José Uría. Entraîneur : Emilio Alonso
- 9e  États-Unis : James Buehning, Robert Djokcvich, Tim Dykstra, Craig Gilbert, Steven Goss, William Kessler, Stephen Kirk, Peter Lash, Michael Lenard, Joseph McVein, Gregory Morava, Rod Oshita, Thomas Schneeberger, Joe Story, Tim Funk. Entraîneur : Javier García Cuesta
- 10e  Japon : Seimei Gamo, Takashi Ikenoue, Yasou Ikona, Hidetada Ito, Kōji Matsui, Mitsuaki Nakamoto, Kiyoshi NishiyamaKiyoshi Nishiyama, Takahiro Ohata, Nobuo Sasaki, Kenzo Seki, Yoshihiro Shiga, Katsutoshi Taguchi, Seiichi Takamura, Yukihiko Uemura, Shinji Yamamoto
- 11e  Corée du Sud : An Jin-soo, Choi Geun-yeon, Choi Tai-sub, Hwang Yo-na, Kang Duck-soo, Kang Jae-won, Kang Tae-koo, Koh Suk-chang, Lee Kwang-nam, Lee Sang-hyo, Lim Kyu-ha, Lim Young-chul, Park Byung-hong, Park Young-dae, Shim Jung-man
- 12e  Algérie : Omar Azeb, Djaffar Belhocine, Abdelkrim Bendjemil, Abdeslam Benmaghsoula, Brahim Boudrali, Mourad Boussebt, Mustapha Doballah, Abu Sofiane Draouci, Hocine Ledra, Kamel Maoudj, Mouloud Mokhnache, Zine Eddine Mohamed Seghir, Rachid Mokrani, Kamel Ouchia, Azzedine Ouhib. Entraîneur : Mohamed Aziz Derouaz

### Autres effectifs féminins
- 4e  États-Unis : Pamela Boyd, Reita Clanton, Theresa Contos, Sandra de la Riva, Mary Dwight, Carmen Forest, Melinda Hale, Leora Jones (en), Carol Lindsey, Cynthia Stinger, Penelope Stone, Janice Trombly, Sherry Winn, Dorothy Franco-Reed, Kim Howard. Entraîneur : Klement Capilar
- 5e  Allemagne de l'Ouest : Maike Becker, Elke Blumauer, Sabine Erbs, Astrid Hühn, Kerstin Jonsson, Sabrina Koschella, Corinna Kunze, Roswitha Mroczynski, Petra Platen, Vanadis Putzke, Silvia Schmitt, Dagmar Stelberg, Claudia Sturm
- 6e  Autriche : Gabriele Gebauer, Milena Foltýnová-Gschiessl (en), Karin Hillinger, Ulrike Huber, Martina Neubauer, Gudrun Neunteufel, Ulrike Popp, Karin Prokop, Vesna Radović (en), Sylvia Steinbauer, Maria Sykora, Monika Unger, Susanne Unger, Elisabeth Zehetner, Teresa Zielewicz (en).

### Arbitres
La Fédération internationale de handball (IHF) a sélectionné 12 binômes d'arbitres pour les deux tournois :
- Carl-Olov Nilsson (3) et Axel Wester
- Günther Heuchert et Volker Norek
- Jean Lelong et Gérard Tancrez
- Øivind Bolstad (2) et Terje Anthonsen
- Jan Christensen (2) et P. Wöhlk
- Henny Koppe et Jo Nusser
- Hansruedi Rykart (3) et Hansueli Ischer (3)
- Peter Rauchfuß (3) et Rudolf Buchda (2)
- Marin Marin et Ștefan Șerban
- Milan Valčić (4) et Milan Mitrović
- Péter Szendrey (2) et Csaba Somhegyi
- Peter Buehning Jr. (en) et Bernie Iwaszyczyn

Le Yougoslave Milan Valčić participe à ses quatrièmes Jeux olympiques tandis que huit autres arbitres ont précédemment officié à Montréal en 1976 ou à Moscou en 1980.

## Tournoi olympique hommes

### Qualifications
Six des douze équipes initialement qualifiées ont boycotté la compétition :
| Équipe               | Motif de qualification                        | Commentaire                                        |
| -------------------- | --------------------------------------------- | -------------------------------------------------- |
| États-Unis           | Pays hôte                                     | -                                                  |
| Union soviétique     | Vainqueur du Championnat du monde 1982        | Boycott et participation aux Jeux de l'Amitié (en) |
| Yougoslavie          | 2e du Championnat du monde 1982               | -                                                  |
| Pologne              | 3e du Championnat du monde 1982               | Boycott et participation aux Jeux de l'Amitié      |
| Danemark             | 4e du Championnat du monde 1982               | -                                                  |
| Roumanie             | 5e du Championnat du monde 1982               | -                                                  |
| Allemagne de l'Est   | 6e du Championnat du monde 1982               | Boycott et participation aux Jeux de l'Amitié      |
| Hongrie              | Vainqueur du Championnat du monde B 1983 (pl) | Boycott et participation aux Jeux de l'Amitié      |
| Tchécoslovaquie      | 2e du Championnat du monde B 1983             | Boycott et participation aux Jeux de l'Amitié      |
| Cuba                 | Vainqueur du Championnat panaméricain 1983    | Boycott et participation aux Jeux de l'Amitié      |
| Algérie              | Vainqueur du Championnat d'Afrique 1983       | -                                                  |
| Allemagne de l'Ouest | 7e du Championnat du monde 1982               | Remplace l'URSS                                    |
| Espagne              | 8e du Championnat du monde 1982               | Remplace la Pologne                                |
| Japon                | 14e du Championnat du monde 1982              | Remplace Cuba (1re nation non européenne)          |
| Corée du Sud         | 2e du Championnat d'Asie 1983 (en)            | Place pour l'Asie au lieu du Japon                 |
| Suède                | 4e du Championnat du monde B 1983             | Remplace la Hongrie                                |
| Suisse               | 6e du Championnat du monde B 1983             | Remplace la Tchécoslovaquie                        |
| Islande              | 7e du Championnat du monde B 1983             | Remplace l'Allemagne de l'Est                      |

### Tirage au sort
Le premier tirage effectué avait donné la répartition suivante :
- Poule A : URSS, Roumanie, Pologne, Tchécoslovaquie, Cuba, Algérie ;
- Poule B : Yougoslavie, Danemark, RDA, Hongrie, États-Unis et le représentant asiatique.

Le boycott de plusieurs pays du bloc de l'Est (URSS, Pologne, RDA, Hongrie, Tchécoslovaquie et Cuba) impactent fortement la composition des poules.

### Groupe A
| \| \| Équipe \| Pts \| J \| G \| N \| P \| Bp \| Bc \| Diff \| \| --- \| ----------- \| --- \| - \| - \| - \| - \| --- \| --- \| ---- \| \| 1er \| Yougoslavie \| 9 \| 5 \| 4 \| 1 \| 0 \| 123 \| 76 \| 47 \| \| 2e \| Roumanie \| 8 \| 5 \| 4 \| 0 \| 1 \| 120 \| 91 \| 29 \| \| 3e \| Islande \| 7 \| 5 \| 3 \| 1 \| 1 \| 102 \| 96 \| 6 \| \| 4e \| Suisse \| 4 \| 5 \| 2 \| 0 \| 3 \| 83 \| 102 \| -19 \| \| 5e \| Japon \| 2 \| 5 \| 1 \| 0 \| 4 \| 84 \| 117 \| -33 \| \| 6e \| Algérie \| 0 \| 5 \| 0 \| 0 \| 5 \| 75 \| 105 \| -30 \| | - Qualification pour la finale - Qualification pour le match pour la 3e place - Qualification pour les matchs de classement |     |   |   |   |   |     |     |      |
| | Équipe | Pts | J | G | N | P | Bp  | Bc  | Diff |
| 1er | Yougoslavie | 9   | 5 | 4 | 1 | 0 | 123 | 76  | 47   |
| 2e | Roumanie | 8   | 5 | 4 | 0 | 1 | 120 | 91  | 29   |
| 3e | Islande | 7   | 5 | 3 | 1 | 1 | 102 | 96  | 6    |
| 4e | Suisse | 4   | 5 | 2 | 0 | 3 | 83  | 102 | -19  |
| 5e | Japon | 2   | 5 | 1 | 0 | 4 | 84  | 117 | -33  |
| 6e | Algérie | 0   | 5 | 0 | 0 | 5 | 75  | 105 | -30  |

### Groupe B
| \| \| Équipe \| Pts \| J \| G \| N \| P \| Bp \| Bc \| Diff \| \| --- \| -------------------- \| --- \| - \| - \| - \| - \| --- \| --- \| ---- \| \| 1er \| Allemagne de l'Ouest \| 10 \| 5 \| 5 \| 0 \| 0 \| 114 \| 95 \| 19 \| \| 2e \| Danemark \| 8 \| 5 \| 4 \| 0 \| 1 \| 115 \| 99 \| 16 \| \| 3e \| Suède \| 6 \| 5 \| 3 \| 0 \| 2 \| 119 \| 110 \| 9 \| \| 4e \| Espagne \| 4 \| 5 \| 2 \| 0 \| 3 \| 105 \| 106 \| -1 \| \| 5e \| États-Unis \| 1 \| 5 \| 0 \| 1 \| 4 \| 91 \| 100 \| -9 \| \| 6e \| Corée du Sud \| 1 \| 5 \| 0 \| 1 \| 4 \| 123 \| 157 \| -34 \| | - Qualification pour la finale - Qualification pour le match pour la 3e place - Qualification pour les matchs de classement |     |   |   |   |   |     |     |      |
| | Équipe | Pts | J | G | N | P | Bp  | Bc  | Diff |
| 1er | Allemagne de l'Ouest | 10  | 5 | 5 | 0 | 0 | 114 | 95  | 19   |
| 2e | Danemark | 8   | 5 | 4 | 0 | 1 | 115 | 99  | 16   |
| 3e | Suède | 6   | 5 | 3 | 0 | 2 | 119 | 110 | 9    |
| 4e | Espagne | 4   | 5 | 2 | 0 | 3 | 105 | 106 | -1   |
| 5e | États-Unis | 1   | 5 | 0 | 1 | 4 | 91  | 100 | -9   |
| 6e | Corée du Sud | 1   | 5 | 0 | 1 | 4 | 123 | 157 | -34  |

### Tour final
| Match                   | Date         | Équipe 1     | Score   | Équipe 2             |
| ----------------------- | ------------ | ------------ | ------- | -------------------- |
| Finale                  | 11 août 1984 | Yougoslavie  | 18 - 17 | Allemagne de l'Ouest |
| Match pour la 3e place  | 11 août 1984 | Roumanie     | 23 - 19 | Danemark             |
| Match pour la 5e place  | 10 août 1984 | Suède        | 26 - 24 | Islande              |
| Match pour la 7e place  | 10 août 1984 | Suisse       | 18 - 17 | Espagne              |
| Match pour la 9e place  | 10 août 1984 | États-Unis   | 24 - 16 | Japon                |
| Match pour la 11e place | 10 août 1984 | Corée du Sud | 25 - 21 | Algérie              |

### Statistiques
Les meilleurs buteurs sont :
|       | Joueur              | Nation       | Buts | Buts | Buts | PD | MJ | Moy. |
| Total | Joueur              | Nation       | Ch.  | 7m   |      | PD | MJ | Moy. |
| ----- | ------------------- | ------------ | ---- | ---- | ---- | -- | -- | ---- |
| 1     | Björn Jilsén        | Suède        | 50   | 30   | 20   | 16 | 6  | 8,3  |
| 2     | Vasile Stîngă       | Roumanie     | 47   | 31   | 16   | 5  | 6  | 7,8  |
| 3     | Mile Isaković       | Yougoslavie  | 39   | 24   | 15   | 7  | 6  | 6,5  |
| 4     | Kang Jae-won        | Corée du Sud | 33   | 23   | 10   | 3  | 6  | 5,5  |
| 5     | Sigurður Gunnarsson | Islande      | 32   | 24   | 8    | 11 | 6  | 5,3  |
| 5     | Kang Tae-koo        | Corée du Sud | 32   | 23   | 9    | 5  | 6  | 5,3  |
| 7     | Marian Dumitru      | Roumanie     | 30   | 30   | 0    | 4  | 6  | 5,0  |
| 8     | Veselin Vujović     | Yougoslavie  | 28   | 19   | 9    | 10 | 6  | 4,7  |
| 9     | Cecilio Alonso (es) | Espagne      | 27   | 24   | 3    | 8  | 6  | 4,5  |
| 10    | Peter Lash          | États-Unis   | 26   | 16   | 10   | 8  | 6  | 4,3  |

## Tournoi olympique femmes

### Qualifications
Trois des six équipes qualifiées ont boycotté la compétition :
| Équipe               | Motif de qualification                          | Commentaire                                         |
| -------------------- | ----------------------------------------------- | --------------------------------------------------- |
| États-Unis           | Pays hôte                                       | -                                                   |
| Union soviétique     | Vainqueur du Championnat du monde 1982          | Boycott et participation aux Jeux de l'Amitié (en). |
| Hongrie              | 2e du Championnat du monde 1982                 | Boycott et participation aux Jeux de l'Amitié       |
| Yougoslavie          | 3e du Championnat du monde 1982                 | -                                                   |
| Allemagne de l'Est   | Vainqueur du Championnat du monde B 1983 (pl)   | Boycott et participation aux Jeux de l'Amitié       |
| Chine                | Vainqueur du tournoi de qualification olympique | -                                                   |
| Corée du Sud         | 6e du Championnat du monde 1982                 | Remplace l'URSS                                     |
| Allemagne de l'Ouest | 9e du Mondial 1982 et 4e du Mondial B 1983      | Remplace la Hongrie                                 |
| Autriche             | Motif de qualification non clair                | Remplace l'Allemagne de l'Est                       |

### Résultats
| \| \| Équipe \| Pts \| J \| G \| N \| P \| Bp \| Bc \| Diff \| \| ----------------------------------- \| -------------------- \| --- \| - \| - \| - \| - \| --- \| --- \| ---- \| \| Médaille d'or, Jeux olympiques \| Yougoslavie \| 10 \| 5 \| 5 \| 0 \| 0 \| 143 \| 102 \| 41 \| \| Médaille d'argent, Jeux olympiques \| Corée du Sud \| 7 \| 5 \| 3 \| 1 \| 1 \| 125 \| 119 \| 6 \| \| Médaille de bronze, Jeux olympiques \| Chine \| 5 \| 5 \| 2 \| 1 \| 2 \| 112 \| 115 \| -3 \| \| 4e \| Allemagne de l'Ouest \| 4 \| 5 \| 2 \| 0 \| 3 \| 91 \| 100 \| -9 \| \| 5e \| États-Unis \| 4 \| 5 \| 2 \| 0 \| 3 \| 114 \| 123 \| -9 \| \| 6e \| Autriche \| 0 \| 5 \| 0 \| 0 \| 5 \| 91 \| 117 \| -26 \| | - Champion olympique - Vice-champion olympique - Médaille de bronze |     |   |   |   |   |     |     |      |
| | Équipe                                                              | Pts | J | G | N | P | Bp  | Bc  | Diff |
| Médaille d'or, Jeux olympiques | Yougoslavie                                                         | 10  | 5 | 5 | 0 | 0 | 143 | 102 | 41   |
| Médaille d'argent, Jeux olympiques | Corée du Sud                                                        | 7   | 5 | 3 | 1 | 1 | 125 | 119 | 6    |
| Médaille de bronze, Jeux olympiques | Chine                                                               | 5   | 5 | 2 | 1 | 2 | 112 | 115 | -3   |
| 4e | Allemagne de l'Ouest                                                | 4   | 5 | 2 | 0 | 3 | 91  | 100 | -9   |
| 5e | États-Unis                                                          | 4   | 5 | 2 | 0 | 3 | 114 | 123 | -9   |
| 6e | Autriche                                                            | 0   | 5 | 0 | 0 | 5 | 91  | 117 | -26  |

### Statistiques
Les meilleures buteuses sont :
|       | Joueuse                    | Nation               | Buts | Buts | Buts | PD | MJ | Moy. |
| Total | Joueuse                    | Nation               | Ch.  | 7m   |      | PD | MJ | Moy. |
| ----- | -------------------------- | -------------------- | ---- | ---- | ---- | -- | -- | ---- |
| 1     | Jasna Merdan               | Yougoslavie          | 48   | 26   | 22   | 6  | 5  | 9,6  |
| 2     | Cynthia Stinger            | États-Unis           | 39   | 19   | 20   | 7  | 5  | 7,8  |
| 3     | Byung-soon Yoon            | Corée du Sud         | 36   | 20   | 16   | 8  | 5  | 7,2  |
| 4     | Milena Foltýnová-Gschiessl | Autriche             | 34   | 29   | 5    | 3  | 5  | 6,8  |
| 5     | Leora Jones                | États-Unis           | 32   | 32   | 0    | 9  | 5  | 6,4  |
| 6     | Dagmar Stelberg            | Allemagne de l'Ouest | 23   | 23   | 0    | 0  | 5  | 4,6  |
| 7     | Svetlana Dašić-Kitić       | Yougoslavie          | 22   | 22   | 0    | 11 | 5  | 4,4  |
| 8     | Teresa Zielewicz           | Autriche             | 22   | 15   | 7    | 5  | 5  | 4,4  |
| 9     | Kim Ok-hwa                 | Corée du Sud         | 21   | 17   | 4    | 6  | 5  | 4,2  |
| 10    | Mixing Wang                | Chine                | 20   | 11   | 9    | 5  | 5  | 4,0  |